# El Casar
El Casar település Spanyolországban, Guadalajara tartományban. El Casar Valdetorres de Jarama, Talamanca de Jarama, Valdepiélagos, Uceda, El Cubillo de Uceda, Valdenuño Fernández, Galápagos és Ribatejada községekkel határos. Lakosainak száma 13 628 fő (2024).

## Népesség
A település népessége az utóbbi években az alábbiak szerint változott:
| Lakosok száma | 3877 | 5588 | 7626 | 10 031 | 11 269 | 11 643 | 11 601 | 12 062 | 12 710 | 13 628 |
|               | 2001 | 2004 | 2006 | 2009   | 2011   | 2014   | 2016   | 2019   | 2021   | 2024   |